# Pelasgo
Pelasgo (in greco antico: Πελασγός?, Pelasgós) è un personaggio della mitologia greca. È considerato il primo abitante dell'Arcadia ed uno dei primi re.

## Genealogia
È considerato un autoctono dell'Arcadia (oppure un figlio di Zeus e Niobe) ed è il padre di Licaone e di Temeno, avuti da Melibea o da Cillene o Deianira.

## Mitologia
Considerato il capostipite dei Pelasgi ed uno dei primi abitanti dell'Arcadia, fu anche la prima figura culturale ad introdurre l'utilizzo delle capanne, del vestiario fatto di pellicce di pecora e della nutrizione con foglie e radici, anziché mangiare le ghiande, come era consuetudine nei tempi antichi.

Per questi motivi gli abitanti del luogo lo elessero re.